# 蛇野
蛇野（へびの）は秋田県秋田市の大字。住居表示未実施地区。郵便番号は010-0853。

## 地理
秋田市の東部、手形山の南端に位置する。東西100〜150m、南北250m程度の狭い範囲で、山麓と台地上が古くからの住宅地になっている。東は広面字推子、南東は広面字昼寝、南は手形字十七流、西は手形字蛇野に接する。
地名の由来は、太平山を大蛇峰（おろちね）としその麓を蛇野とする説（菅江真澄「久保田能落穂」）、同様に大蛇峰から手形山を蛇尾（へびお）とする説、野原であることから来るとする説（秋田の今と昔）がある。

### 小字
地区内に小字は設定されていない。

## 歴史
江戸時代には鉄砲足軽の居住地であり、米屋・庭師も住んだことから、現在も室咲き桜が伝統として受け継がれている。手潟・赤沼などと呼ばれた沼沢地に面し、それら沼沢地に突出した農村集落は野崎（蛇野野崎）と呼ばれた。現在の地名としては小字にも残っていないが、「野崎」バス停がある。
1613年（慶長18年）に久保田藩初代藩主佐竹義宣が父佐竹義重の菩提寺として建立した闐信寺は手形村字大沢に含まれていた（現所在地は手形字蛇野）など、行政単位体としては明治まで名前が現れないが、1813年（文化10年）頃の菅江真澄による「勝地臨毫」には蛇野村と記載され集落も描かれていた。
- 1873年（明治6年）3月 - 大区小区制の改正が行われ、蛇野村は秋田県第1大区6小区に属す[4]。
- 1884年（明治17年） - 郡区町村編制法の下で、手形村・蛇野村・広面村・柳田村が連合。戸長役場は広面村に設置される[5]。
- 1889年（明治22年）4月1日 - 町村制施行に伴い広面村・楢山村・柳田村・蛇野村（一部を除く）が合併し、南秋田郡広山田村が成立。旧4村は大字となる。
  - 蛇野村の一部は分割され、下旭川村手形（旧手形村）の小字になる[3]。なお、面積上は大字蛇野より手形字蛇野の方が広い。
- 1941年（昭和16年）4月1日 - 広山田村が南秋田郡寺内町・土崎港町・河辺郡新屋町ともに秋田市へ編入され消滅。旧4大字は秋田市の大字となる。

### 地名の変遷
地区内で住居表示実施やその他に伴う字名の変更は行われていない。

## 世帯数と人口
2016年（平成28年）10月1日現在の世帯数と人口は以下の通りである。
| 町丁 | 世帯数 | 人口 |
| ---- | ------ | ---- |
| 蛇野 | 35世帯 | 90人 |

## 交通

### 鉄道
地区内に鉄道路線・駅は無い。最寄り駅は中通七丁目にある秋田駅。

### バス
地区内を通るバス路線は無い。最寄りのバス停は手形字十七流の秋田県道28号秋田岩見船岡線上にある「野崎」（秋田中央交通太平線、松崎団地線、赤沼線、土崎東口線）。

### 道路
- 手形蛇野赤沼街道